# Johannes Friedrich Drobisch
Johannes Friedrich Drobisch (* 1. Oktober 1723 in Zwickau; † 10. April 1762 in Dresden) war ein deutscher Komponist und Kantor.

## Leben und Werk
Johann Friedrich Drobisch besuchte die Schule in Zwickau und war Schüler von Johann Ludwig Krebs. Er studierte an der Universität Leipzig, an der er sich am 21. Mai 1743 eingeschrieben hatte. Er war ein Schüler von Johann Sebastian Bach.
1747 und 1748 wirkte er als stellvertretender Kantor in Schneeberg. Von 1753 bis zu seinem Tode wirkte er als Kantor in der Annenkirche in Dresden. 1755 bewarb er sich vergeblich um das Kantorat an der Dresdener Kreuzschule. Seinen Unterricht bei J.S. Bach erwähnte er in seiner Bewerbung um das Kantorenamt an der Dresdener Annenkirche. Vermutlich wurde J.F. Drobisch über J.L. Krebs, der auch Bachschüler war, an J.S. Bach vermittelt.

## Werke von Johann Friedrich Drobisch
- Nimm mein alles was ich habe; V (4), für Orchester und Basso continuo (1748)
- Ich habe Lust abzuscheiden; V (4), für Orchester und Orgel (1750)
- Der Tod ist verschlungen in den Sieg; V (4), für Orchester (1750)
- Was willst du dich o meine Seele kränken; V (4), für Orchester und Orgel (1750)
- Der Herr der aller Enden regiert; V (4), für Orchester und Orgel (1750)
- Der Undank für das Gute; V (4), für Streicher und Orgel (1750)
- Wer nur den lieben Gott läßt walten; V (4), für Streicher und Orgel (1752)
- Messen, für Bass, Orchester und Orgel (1754)